# لي باتيسون
لي باتيسون (بالإنجليزية: Lee Pattison)‏ هو عازف بيانو أمريكي، ولد في 22 يوليو 1890، وتوفي في 22 ديسمبر 1966.

## وصلات خارجية
- لي باتيسون على موقع ميوزك برينز (الإنجليزية)